# Ciheulang Tonggoh
Ciheulang Tonggoh is een bestuurslaag in het regentschap Sukabumi van de provincie West-Java, Indonesië. Ciheulang Tonggoh telt 8892 inwoners (volkstelling 2010).